# Antoine-Marie
Antoine-Marie est un prénom double masculin fêté le 5 juillet en l'honneur d'Antoine-Marie Zaccaria, saint catholique.
Il est composé d'Antoine, prénom masculin, dérivé du latin antonius, signifiant inestimable, et de Marie, prénom féminin, également utilisé comme masculin surtout en composition, qui vient de l'araméen miryam, maryam (voir Myriam, sœur de Moïse et d'Aaron et Marie, mère de Jésus de Nazareth).

## Prénom
- Pour les articles sur les personnes portant ce prénom, consulter la liste générée automatiquement pour Antoine-Marie.

## Saint chrétien
- Antoine-Marie  († 1539), Antoine-Marie Zaccaria, fondateur des Barnabites.